# حفص الفرد
هو أبو يحيى حفص الفرد، من أهل مصر، قدم البصرة فسمع بأبي الهذيل العلاف واجتمع معه وناظره، فقطعه أبو الهذيل. وكان معتزليا ثم قال بخلق الأفعال،قال النسائي عنه:(صاحب كلام، لكنه لا يكتُبُ حديثه).

## مناظرته للشافعي
وناظره الشافعي، وكان يسميه بالفرد وبالمنفرد. ذكر ابن بطة العكبري في الإبانة الكبرى عن الربيع بن سليمان أنه قال: ((سمعت الشافعي وذكر القرآن وما يقول حفص الفرد – وكان الشافعي يقول: القرد – وناظره بحضرة وال كان بمصر، فقال له الشافعي في المناظرة : كفرت والله الذي لا إله إلا هو. ثم قاموا، وانصرفوا، فسمعت حفصاً يقول: أشاط وأيم الذي لا إله إلا هو الشافعي بدمي)). وفي رواية أخرى قال: ((.. وكان الشافعي يسميه بالمنفرد..)). ومن قول حفص : ((أشاط وأيم الذي لا إله إلا هو الشافعي بدمي)) يظهر أن الشافعي قطعه في المناظرة.
وذكر اللالكائي في شرح أصول اعتقاد أهل السنة والجماعة عن الربيع بن سليمان أنه قال: ((أتيت الشافعي يوما فوافقت حفصا الفرد خارجا من عنده، فقال: كاد والله الشافعي أن يضرب عنقي، فدخلت فقال لي إسماعيل: ناظر الشافعي حفص الفرد فبلغ أن القرآن مخلوق، فقال له الشافعي: والله كفرت بالله العظيم. قال: وكان الشافعي لا يقول: حفص الفرد، وكان يقول: حفص المتفرد)). وتبين هذه الرواية سبب حكم الشافعي على حفص بالكفر، وهو قوله بخلق القرآن.
وهناك رواية أخرى لهذه المناظرة ذكرها البيهقي في كتابه مناقب الشافعي عن أبي شعيب المصري أنه قال: ((حضرتُ الشافعي محمد بن إدريس وعنده يوسف بن عمرو بن يزيد وعبد الله بن عبد الحكم في منزله، فدخل عليهم حفص الفرد وكان متكلماً مناظراً، فقال ليوسف: ما تقول في القرآن؟ فقال: كلام الله ليس عندي غير هذا – وجعلوا يحيلون – على الشافعي فأقبل حفص الفرد على الشافعي فقال: إنهم يحيلون عليك، فقال له الشافعي: دع هذا عنك، فلم يزل به، فقال له الشافعي. ما تقول أنت في القرآن؟ قال: أقول: إنه مخلوق، قال: من أين قلت؟ قال: فلم يزل يحتج عليه حفص الفرد بأنه مخلوق ويحتج الشافعي بأنه كلام الله غير مخلوق حتى كفَّره الشافعي وقطعه)) قال أبو شعيب: وحججهما عندي في كتاب. قال أبو شعيب: ((فلما كان من الغد لقيني حفص الفرد في سوق الزجاج فقال: أما رأيت ما صنع بي الشافعي؟ أحب أن يُريَهم أنه عالم، ثم أقبل عليَّ فقال: مع أنه ما تكلم أحد في هذا مثله ولا أقدر منه على هذا)).

## حكم الشافعي عليه بالكفر
وقد جزم ابن تيمية بأن الشافعي لم يقصد تكفير حفص بمعنى إخراجه من الملة، إنما قصد بيان أن قوله قول كفر، واحتج لذلك بأن الشافعي لم يسع في قتله وإقامة حد الردة عليه عند ولي الأمر.
وقد دلت عدة روايات على ما ذهب إليه ابن تيمية منها قول حفص الفرد «لقد أشاط الشافعي بدمي» وأن الشافعي مرض بمصر مرضة ثقل فيها، فدخل عليه قوم منهم حفص، فكل منهم يقول له: من أنا؟ حتى قال له حفص: من أنا يا أبا عبد الله؟ فقال: أنت حفص الفرد لا حفظك الله ولا رعاك حتى تتوب مما أنت فيه. وذكر البيهقي في كتابه مناقب الشافعي عن الوليد بن الجارود أنه قال: ((دخل حفص الفرد على الشافعي فكلمه، ثم خرج إلينا الشافعي فقال لنا: لأن يلقى الله العبدُ بذنوب مثل جبال تهامة خير له من أن يلقاه باعتقاد حرفٍ مما عليه هذا الرجل وأصحابه)).

## من معتقداته
كان يقول بخلق القرآن، كما يتضح من مناظرته للشافعي. كان صاحب كلام في مسائل الصفات والقدر. وذُكر أنه من المجبرة. وقد تابع ضرار بن عمرو في أن الله سبحانه يخلق حاسة سادسة يوم القيامة للمؤمنين يرون بها ماهيته أي ما هو عليه.

## مؤلفاته
- كتاب الاستطاعة.
- كتاب التوحيد.
- كتاب في المخلوق على أبى الهذيل.
- كتاب الرد على النصارى.
- كتاب الرد على المعتزلة،
- كتاب الأبواب في المخلوق.[1]